# Oraovica (Kosovska Kamenica)
Pour les articles homonymes, voir Oraovica.
Rahovicë en albanais et Oraovica en serbe latin (en serbe cyrillique : Беривојце) est une localité du Kosovo située dans la commune/municipalité de Kamenicë/Kosovska Kamenica, district de Gjilan/Gnjilane (Kosovo) ou district de Kosovo-Pomoravlje (Serbie). Selon le recensement kosovar de 2011, elle compte 42 habitants, tous albanais.

## Démographie

### Évolution historique de la population dans la localité
| 1948 | 1953 | 1961 | 1971 | 1981 | 1991 | 2011 |
| ---- | ---- | ---- | ---- | ---- | ---- | ---- |
| 282  | 290  | 330  | 354  | 309  | 265  | 42   |

|  |